# Смит, Гарри (генерал)
Сэр Гарри Джордж Уэйклин Смит (англ. Harry George Wakelyn Smith; 28 июня 1787, Кембриджшир — 12 октября 1860) — британский колониальный губернатор и верховный комиссар.

## Биография
Начиная с 1808 года Гарри Смит принимал участие в Наполеоновских войнах (был майором при Ватерлоо) и других сражениях.
В 1829 году Смит был назначен исполняющим обязанности квартирмейстера Капской провинции. Преследовал бурских «фуртреккеров». В 1834 году отдал приказ об аресте "опасного агитатора" Луиса Трегардта. Однако, умело маневрируя на просторах вельда, Трегардт счастливо избежал ареста.
В 1835 году Гарри Смит сыграл решающую роль в 6-й приграничной войне против кафров.
В 1840 году Смит покинул Южную Африку и был назначен адъюнкт-генералом британских войск в Британской Индии. Однако уже 1 декабря 1847 года вернулся в Южную Африку в должности губернатора и верховного комиссара и 23 декабря провозгласил кафрские земли британской территорией. В следующем году посетил земли к северу от Оранжевой реки и провозгласил 3 февраля 1848 года область между реками Оранжевой и Вааль британской территорией, разгромив бурское ополчение Андриса Преториуса в сражении при Боомплатс. 14 марта 1849 года Смит объявил о договорённости о суверенитете Оранжевой республики.
30 августа 1851 года в городе Саннаспост состоялись переговоры Смита с бурским кальвинистским проповедником Ф. Э. Фором.
31 марта 1852 года Смита сменил в должности сэр Джордж Каткарт, а 1 июня того же года он возвратился в Англию, где и умер 8 лет спустя.

## Наследие
В честь него названы города Гаррисмит и Смитфилд в южноафриканской провинции Фри-Стейт. Посёлок Форсмит (Fauresmith) назван в честь него и кальвинистского проповедника Ф. Э. Фора, а посёлок Ледисмит в Западно-Капской провинции и город Ледисмит в провинции Квазулу-Натал — в честь его жены.
Посёлок Аливаль-Норд также обязан ему своим названием в память о сражении при Аливале (сражение при Аливале) в Индии, которое Смит выиграл в 1846 году.